# 萨克莱高原

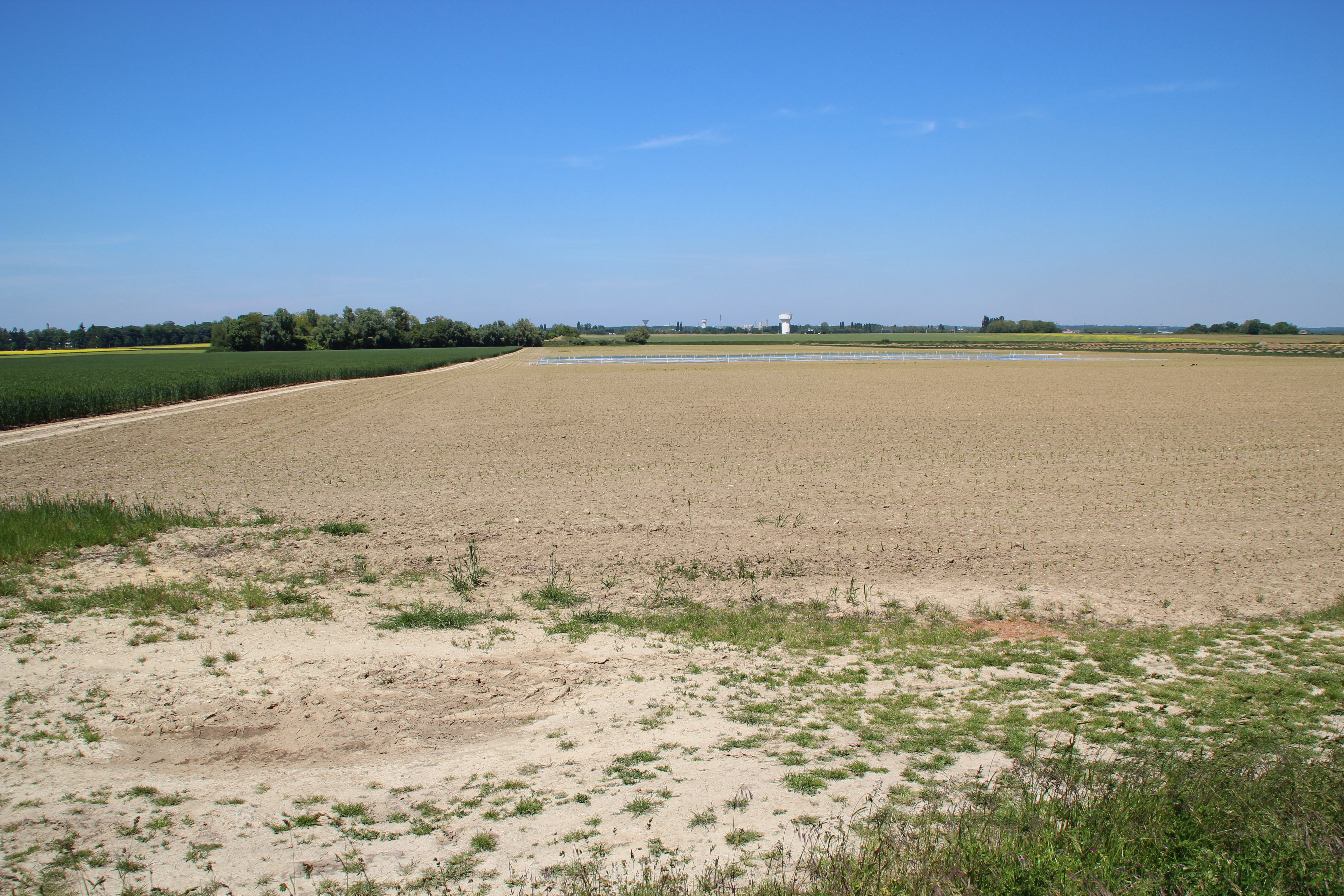
萨克莱高原（2013）

萨克莱高原（法語：Plateau de Saclay，發音：[plato də saklɛ]）是法国埃松省北部与伊夫林省东南部的高原，在巴黎以南约20公里处。其南部、东部与舍夫勒斯谷（Vallée de Chevreuse），北部与比耶夫尔河谷相邻。法国政府2010年启动建设的巴黎-薩克雷大學和巴黎理工学院即坐落于此。
依托于巴黎-薩克雷大學和巴黎理工学院的框架，众多大学、工程师学校、管理学院、研究中心均坐落于此，如巴黎综合理工学院、巴黎高等商業研究學院（HEC Paris）、国立高等先进技术学校（ENSTA ParisTech）、中央理工-高等电力学院、高等光学学校（École supérieure d'optique）、法國高等科學研究所、原子能和替代能源委员会（CEA）、法国国家信息与自动化研究所（Inria）、达能研究中心、泰雷兹集团的一个研究设施。另外，还有诸如法国SOLEIL同步辐射加速器、NeuroSpin项目等国立科研设施。

## 地理
萨克莱高原的海拔高度介于150米至160米之间。数个沟渠穿于其上，这些沟渠与坐落在萨克莱附近的萨克莱池塘（étang de Saclay），一同为凡尔赛宫的喷泉供水。
萨克莱高原包含下列市镇的部分或全部：埃松省内的伊韦特河畔比尔、伊韦特河畔日夫、奥赛、帕莱索、萨克莱、圣欧班、沃阿朗、维利耶勒巴克勒、比耶夫尔；伊夫林省内的茹伊昂若萨、沙托福尔、比克、吉扬库尔、瓦桑勒布勒托讷、蒙蒂尼勒布勒托讷等。
高原的东南部分还被称作穆隆平原，一直延伸至新城伊夫林圣康坦。

### 高原上的池塘与沟渠
1670年，法国国王路易十四下令建造凡尔赛宫，要求法国宫廷园林设计师安德烈·勒诺特尔设计一所由众多喷泉、瀑布、池塘环绕的豪华园林。为了将水引至凡爾賽，让-巴普蒂斯特·柯尔贝尔提出了两个主要的计划：
- 建造一座马尔利机械，用以将塞纳河的水源泵至卢沃谢讷；
- 利用沟渠，来收集特拉普和萨克莱的溪流。

这座世界上独一无二的水力网络带有一连串的池塘，在13000公顷的土地上，分布着总长共计200公里的沟渠，利用重力实现了为凡尔赛宫喷泉的供水。

### 穆隆平原
穆隆平原是位于萨克莱高原东南方向的一部分，包括伊韦特河畔日夫与奥赛两个市镇的各一部分。穆隆平原中的穆隆区（quartier de Moulon），也被直接称作穆隆（Moulon），同样是一处集中高等教育与科研的区域，包括巴黎中央理工学院、奥赛大学技术学院等。

## 历史
1970年代初，法國國家科學研究中心等机构的考古学家在萨克莱高原开展一系列研究，证明了萨克莱高原自铁器时代起始持续的人类活动。在穆隆区，有一座古羅馬別墅坐落于巴黎南十一大综合理工学院对面。萨克莱原子能和替代能源委员会的考古学家协会发掘了这座高卢罗马别墅的遗骸（公元2世纪至3世纪末）。别墅中的住所部分依然可见、农业种植部分仍有一定程度的保存。自2017年附近数座建筑建成以来，它遭受了重大破坏。
2005年，在穆隆平原发现了一个古高卢村庄，位于奥赛大学技术学院北边，这座村庄极有可能由数百工匠、农民、畜牧师组成。
奥西尼农场（La ferme d'Orsigny）位于一座古老的高卢罗马别墅的遗址（Orsiniacum）的所在地，而该古别墅本身是凯尔特人的定居遗址。在遭到大火破坏后，被墨洛溫王朝占领。 从11世纪到13世纪，奥西尼（Orsigny）由圣日耳曼德普雷的修道士重建。 到了16世纪，它变成了一个属于梅罗（Mérault）家族农场的小村庄，土地扩展到256公顷，但后来农场被分割。1644年，小村庄人口逐渐减少，梅罗（Mérault）家族的女继承人将农场捐赠给了文生·德·保祿的遣使會。 1670年，农场达到345公顷的面积。在1789年，农场作为教堂财产被国有化，并出售给巴黎人。

## 经济与城市规划

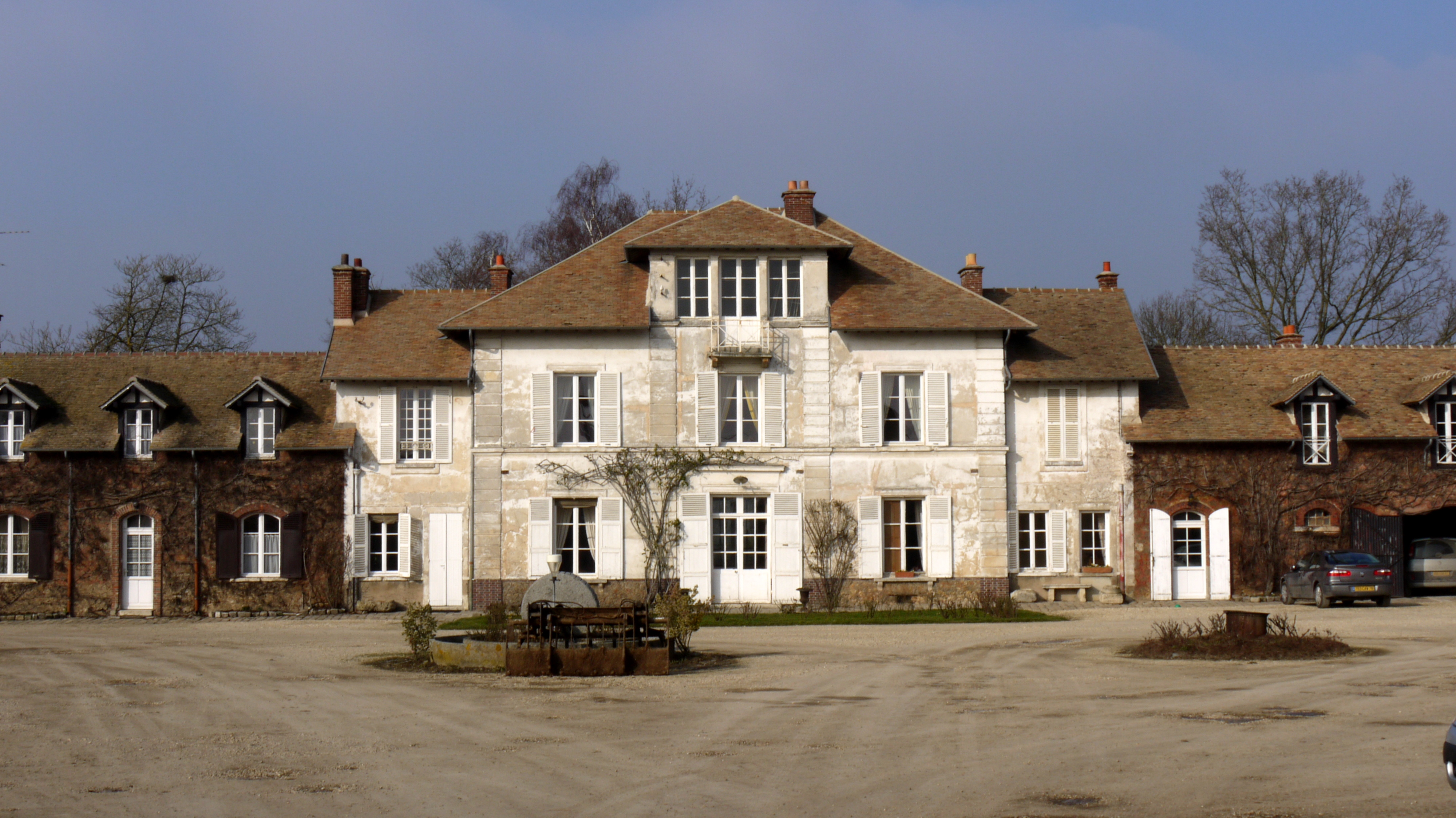
位于萨克莱高原的大维尔坦农场

萨克莱高原传统上是大片的农田。然而在第二次世界大战之后，尤其在1960年代之后，一系列科研机构在此建成，萨克莱高原逐渐成为了一个重要的教育、科研中心。1974年至1976年，法国城市規劃師杰拉尔德·汉宁（Gérald Hanning）主导了萨克莱高原的城市规划，以将萨克莱高原建成世界上最先进的科学与工业园区之一。
萨克莱高原囊括的市镇均属法国城市圈公共社区，按区域划分，有巴黎-萨克莱城市圈公共社区、凡尔赛城市圈公共社区、伊夫林圣康坦城市圈公共社区。
法国118号国道南北向穿过萨克莱高原，即布洛涅-比扬古 —— 莱叙利斯线。法兰西岛大区列车（RER）并不在其上设站，但法兰西岛大区快铁B线（RER B）和法兰西岛大区快铁C线（RER C）环绕萨克莱高原，分别在舍夫勒斯谷（Vallée de Chevreuse）与比耶夫尔河谷（Vallée de la Bièvre）即高原的边界设有一系列车站。埃松省城际客运的公交车提供了连通高原上与高原边缘的法兰西岛大区快铁车站的交通客运。
在大巴黎快线的计划中，预计会建成一条全自动地铁线，即巴黎地鐵18号线，贯通萨克莱高原、连通凡爾賽与巴黎-奥利机场。